# Ledenjak Boulder
Ledenjak Boulder je smješten na južnim padinama planine Baker, koji je stratovulkan, blizu obale Tihog oceana, u saveznoj državi Washington.
Između 1850. i 1950., ledenjak se povukao oko 2 650 metara. Nakon 1953. počeo se oporavljati, zbog nešto hladnije klime, oko 743 metra. Između 1987. i 2005., ledenjak se opet povukao oko 450 metara.
Ledenjak Boulder je vrlo popularna alpinistička staza. Prvo penjanje je započelo 1891.